# Erlbach-Kirchberg
Erlbach-Kirchberg – dzielnica miasta Lugau/Erzgeb. w Niemczech, w kraju związkowym Saksonia, w powiecie Erzgebirgskreis, we wspólnocie administracyjnej Lugau (Erzgebirge). Do 29 lutego 2012 należała do okręgu administracyjnego Chemnitz. Do 31 grudnia 2012 samodzielna gmina.